# Gozo
Pour les articles homonymes, voir Région de Gozo.
Gozo (en maltais Għawdex), appelé dans l'Antiquité Gaulos, est l'île secondaire de l'archipel maltais. Rabat, la ville la plus importante, siège du ministre de Gozo, se trouve au centre de l'île.

## Géographie
L'île de Gozo constitue le Nord-Ouest de l'archipel maltais composé au total de huit îles. Elle est séparée au sud-est de l'île de Malte, avec entre eux l'île de Comino et son îlot frère, Cominotto. L'île de Gozo est séparée de l'île de Comino par le détroit de Gozo de 2 300 mètres de large et le détroit de Malte de 2 600 mètres de large entre l'île de Comino et l'île de Malte.
L'Île de Gozo est baignée par la mer Méditerranée, elle fait la séparation entre la Méditerranée orientale ou Bassin levantin et la Méditerranée occidentale ou Bassin méditerranéen. Au nord se trouve la Sicile dont elle est séparée par le canal de Malte d'environ 90 kilomètres de large et le plateau de Malte d'une profondeur d'environ 120 mètres, le plateau continental des 200 mètres englobe l'archipel maltais et la Sicile. Au sud, le continent africain: l'île de Gozo est séparée de la Libye par le canal de Medina d'une largeur d'environ 335 kilomètres et les bancs de Medina et de Melita d'une profondeur maximale de 500 mètres. À l'ouest, la partie sud du canal de Sicile sépare sur plus de 300 kilomètres l'île de Malte du golfe de Gabès en Tunisie. Entre l'île de Gozo et la Tunisie un réseau complexe de dépressions, dépression de Malte, de Pantelleria et de Linosa, pouvant dépasser les 1 500 mètres de profondeur, entaillent le plateau tunisien dont la profondeur est d'environ 500 mètres. Les long de ces dépressions se trouvent les îles volcaniques italiennes de Pantelleria et des Pélages, comprenant Lampedusa, Linosa et Lampione.
L'archipel maltais est le résultat de la surrection d'un fond calcaire ennoyé. Cela a pour résultat de hautes falaises (rdum/rdumijiet) sur quasiment l'ensemble des côtes, entaillées çà et là de profondes criques (qala/qaliet) et rarement découpées de baies (bajja/bajjiet) plus ou moins refermées abritant soit de rares plages de sable (ramla/ramliet), soit des havres portuaires (marsa/mrasi).
Gozo a une superficie de 67 km2. Sa forme est un ovale grossièrement orienté nord-ouest/sud-est de 14 km de long pour 7 km de large. Le point culminant est le Ta' Dbiegi à 190 m d'altitude. Il n'existe pas de cours d'eau permanent, ni de forêt. L'île a une circonférence d'environ 50 km, qui peut être parcourue par un chemin de randonnée

## Toponymie
L'étymologie du nom de Gozo (Għawdex) fait consensus (contrairement au nom de Malte) comme venant du phénicien. Une inscription punique datant de 288 av. J.-C. retrouvée en 1855 près de la citadelle de Rabat donne en effet le nom phénicien de Gwl, d'origine sémitique signifiant « tourner autour ». La première mention de l'île est cependant grecque : Gaûlos (Γαύλος) est citée par Hécatée de Milet vers 500 av. J.-C., comme une île au « large de Carthage », soulignant son appartenance au monde phénicien et punique, en grécisant le toponyme sémitique de Gwl. Une variante grecque est Gaûdos (Γαύδος), autre nom grec de l'île, utilisé la première fois par Callimaque de Cyrène. Sous l'occupation romaine, le nom évolue en Gaulos et parfois Gaulus. Pendant la période byzantine, le nom de Gaudomelete (en grec Γαυδομελετεν) est utilisé en 637, pouvant signifier soit Gozo et Malte, soit Gozo de Malte.
L'île est ensuite appelée Għawdex par les Arabes qui occupent l'île entre 870 et 1127, nom qu'elle conserve encore aujourd'hui en maltais (langue dérivée de l'arabe). L'île est nommée Golsa par Geoffroi Malaterra qui raconte la victoire des Normands de Roger de Hauteville. Après le rattachement de l'archipel à la Sicile, le nom se transforme en Gaudisium, un nom qui signifie également Joie en latin médiéval. Aussi, lorsque l'archipel passe sous domination aragonaise, Gaudisium se transforme en Gozo, signifiant Joie en castillan. C'est ce nom de Gozo qui sera le plus souvent utilisé par les chevaliers de l'Ordre de Saint-Jean de Jérusalem, les Français et les Britanniques qui occuperont successivement l'île.

## Mythologie
Une antique tradition remontant à Callimaque de Cyrène identifie Gaudos (l'ancien nom de Gozo) à l'île mythique d'Ogygie où la nymphe Calypso retint Ulysse prisonnier.
Cette identification est abondamment diffusée par la tradition et le tourisme maltais, qui identifie une grotte au-dessus de la plage de Ramla (au nord de Gozo) comme la « Grotte de Calypso ». Signalons toutefois que la localisation de l'île  d'Ogygie est un débat qui reste ouvert depuis l'Antiquité, avec de très nombreuses autres propositions.

## Histoire
L'histoire de Gozo est évidemment intriquée à l'histoire de l'archipel maltais mais présente plusieurs particularités.
Accordée à l'ordre de Saint-Jean de Jérusalem par Charles-Quint en 1530 tout comme le reste de Malte, l'île notamment est attaquée par les Ottomans en 1551, et se rend sans combat à Napoléon en 1798, pour se proclamer peu de temps après un micro-État indépendant jusqu'en 1800, année en laquelle Gozo (comme tout l'archipel de Malte) est occupée par les Anglais, devenant bientôt une colonie britannique jusqu'à son indépendance en 1964.

## Politique et administration
L'île fait partie de la région de Gozo, l'une des cinq régions de Malte.

## Démographie
D'après l'auteur anonyme de Malthe, Corse, Minorque et Gibraltar, il y avait à la fin du XVIIIe siècle à Gozo environ 5 000 habitants qui cultivaient le citronnier, l'olivier, l'oranger et le figuier.
L'île regroupe 30 000 habitants, dont 6 000 dans la capitale Rabat (aussi connue sous le nom de Victoria).

### Localités
| Localités de l’île de Gozo               | Localités de l’île de Gozo       | Localités de l’île de Gozo                 | Localités de l’île de Gozo  |
| ---------------------------------------- | -------------------------------- | ------------------------------------------ | --------------------------- |
| - Fontana - Għajnsielem - Għarb - Għasri | - Kerċem - Munxar - Nadur - Qala | - Victoria ou Rabat - San Lawrenz - Sannat | - Xagħra - Xewkija - Żebbuġ |

## Monuments
Au nombre de ses attractions touristiques, l'île compte deux temples situés à Ggantija. Les temples de Ggantija à Xaghra sont parmi les plus anciens lieux de culte du monde érigés par la main de l’homme. Près du village de Dwejra, l'arche de la fenêtre d'Azur était une structure architecturale naturelle, elle s'est effondrée dans la mer le mercredi 8 mars 2017.

## Divers
En 2006, deux épaves ont volontairement été coulées sur la côte sud de l'île : le Comino Land et le Karwela. Ces deux bateaux qui reposent entre 23 et 39 m de fond, entrent dans un projet de développement du tourisme de plongée.

## Tournages de films
- Brideshead Revisited, feuilleton télévisé britannique réalisé par Michael Lindsay-Hogg et Charles Sturridge en 1981.
- Game of Thrones, feuilleton télévisé, 1re saison en 2009.
- Inseminoid, film britannique réalisé par Norman J. Warren en 1981.
- La Bataille du Rio de la Plata (The Battle of the River Plate), film britannique réalisé par Michael Powell et Emeric Pressburger en 1956.
- Marin du roi (Single-Handed), film britannique réalisé par Roy Boulting en 1953.
- Vue sur mer (By the Sea), film américain réalisé par Angelina Jolie en 2015.

## Galerie

Drapeau de Gozo.
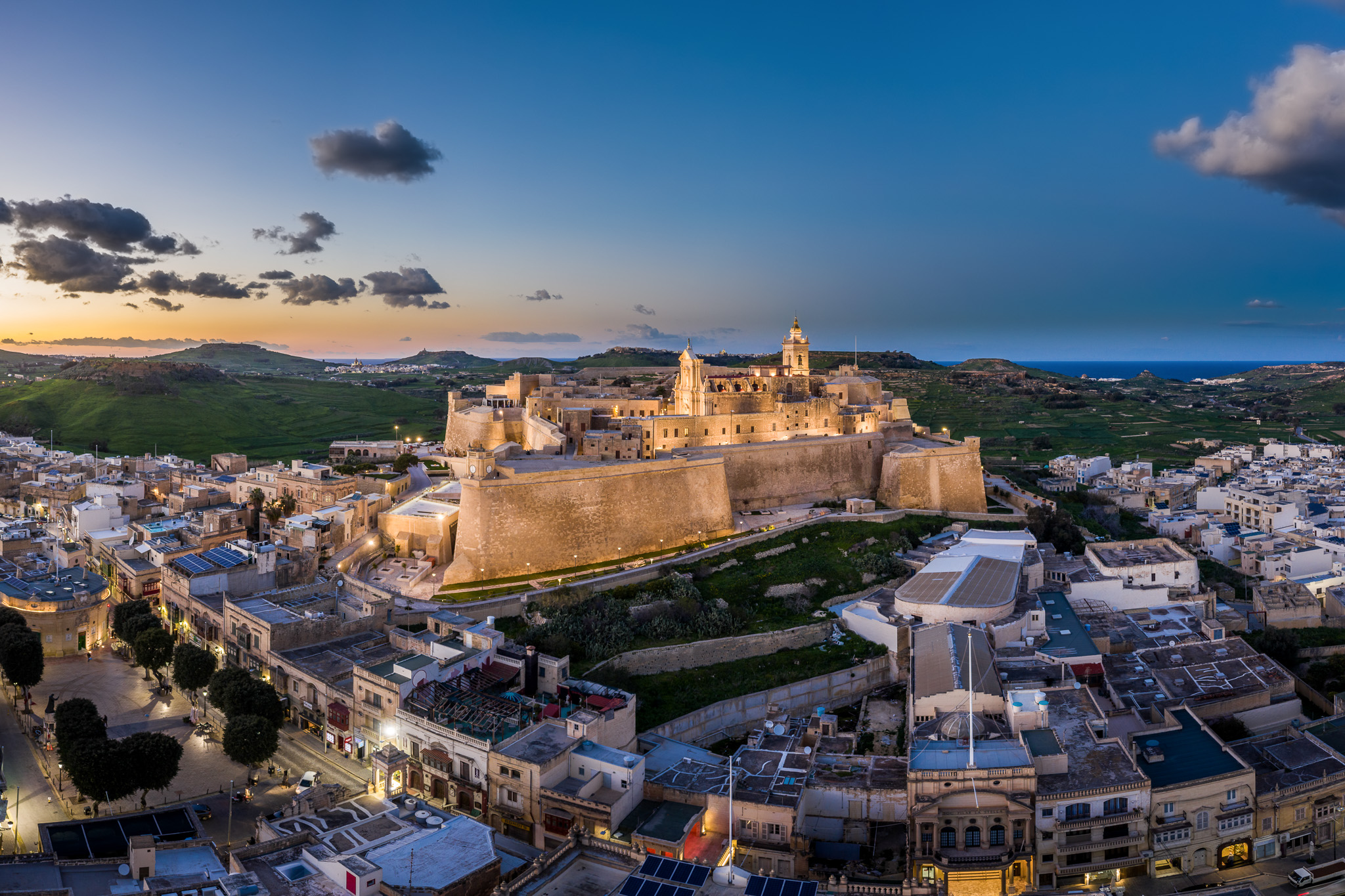
Citadelle de Gozo à Ir-Rabat.
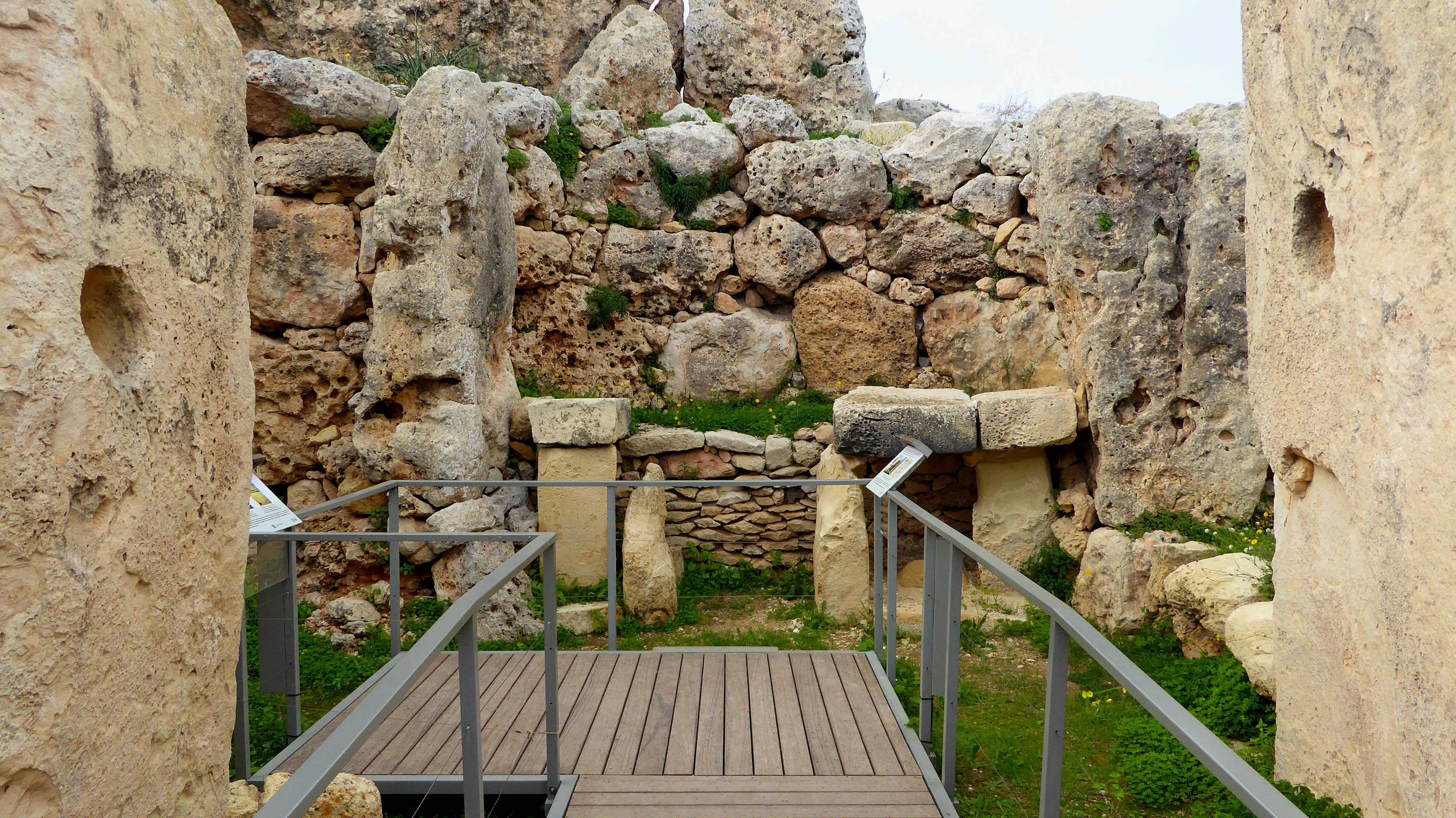
Ġgantija.